# Democracy International e. V.
Democracy International e. V. ist ein Verein mit Sitz in Köln. Vereinszweck ist es, direkte Demokratie und Bürgerbeteiligung weltweit zu stärken. Democracy International wurde im Juni 2011 als ein eingetragener Verein gegründet. Ab 2002 bestand die Gruppe aus einem lockeren Netzwerk von Demokratieaktivisten. Die Organisation ist parteipolitisch neutral und unabhängig. Sie finanziert sich aus Mitgliedsbeiträgen und Spenden.

## Organisation
Mitglieder der Organisation sind natürliche Personen und Demokratievereinigungen. Sie wählen spätestens alle drei Jahre den Vorstand neu. Der Vorstand bestimmt den politischen Kurs und die Aktivitäten und repräsentiert die Organisation nach außen. Demokratievereinigungen müssen mehr als sieben Mitglieder vorweisen können, um Mitglied der Organisation zu werden.

## Vereinsarbeit
Kampagnen zur Förderung der Demokratie, insbesondere der direkten Demokratie und Bürgerbeteiligung, bilden neben der Planung von Konferenzen und der Vermittlung von Wissen über direkte Demokratie einen Hauptbestandteil der Vereinsarbeit. Zudem veröffentlicht Democracy International den Direct Democracy Navigator, ein Online-Instrument, das einen weltweiten Vergleich der direkt-demokratischen Mittel ermöglichen soll.

### Kampagne für eine Europäische Bürgerinitiative
2002 stritt der Verein mit anderen Demokratieaktivisten aus ganz Europa erfolgreich für die Verankerung einer Europäischen Bürgerinitiative (EBI) im EU-Verfassungsvertrag. Die EBI fand später auch in den Vertrag von Lissabon von 2009 Eingang. Entgegen den Forderungen von Democracy International ist die Europäische Bürgerinitiative jedoch unverbindlich, weil die Europäische Kommission die Möglichkeit hat, den von den Bürgern initiierten Gesetzesvorschlag abzulehnen. Die Unverbindlichkeit der Europäischen Bürgerinitiative sowie die Tatsache, dass die EBI bisher in der Öffentlichkeit zu unbekannt ist, mahnt Democracy International an.
Seit 2015 setzt sich der Verein für eine Verbesserung der Europäischen Bürgerinitiative ein. Das EU-Gesetz über die Europäische Bürgerinitiative sieht vor, dass die Europäische Kommission die EBI in ihrer Anwendung alle drei Jahre überprüfen muss und verändern kann. Dies nahm der Verein zum Anlass, um Reformvorschläge zu unterbreiten und mit einer öffentlichkeitswirksamen Kampagne für bürgerfreundlichere und wirkungsvollere Regeln der Europäischen Bürgerinitiative zu werben. Kernelement dabei war der Aufruf "Rettet die Europäische Bürgerinitiative", den der französische Wirtschaftswissenschaftler Thomas Piketty und die deutsche Politikwissenschaftlerin Gesine Schwan unterstützten. Mehr als 75.000 EU-Bürger unterzeichneten die Reformvorschläge, die Democracy International mit den Organisationen Mehr Demokratie e. V. und WeMove.eu am 28. Oktober 2015 an das Europäische Parlament in Straßburg übergab. Am selben Tag stimmten die EU-Abgeordneten über den Bericht zur Europäischen Bürgerinitiative ab. Darin waren sieben von neun Reformvorschlägen von Democracy International enthalten. Am 16. August 2017 wurden zudem gesammelte Unterschriften von über 100.000 Europäern zur Verstärkung der EBI der EU-Kommission übergeben. Diese veröffentlichte Mitte September 2017 ihren Vorschlag für eine bekräftigte EBI. Zwei der Empfehlungen von Democracy International wurden dabei vollständig, sechs teilweise akzeptiert und drei Vorschläge wurden entweder nicht erwähnt oder abgelehnt. Die überarbeitete Europäische Bürgerinitiative wird voraussichtlich bis zu den nächsten EU-Wahlen in Kraft treten, nachdem sie die gewöhnlichen legislativen Prozesse durchlaufen hat.

### Kampagne für ein transnationales Europawahlrecht
Angestoßen vom Duff-Berich setzte sich der Verein im Jahr 2012 für ein transnationales Europawahlrecht ein, das die Wahl von Europaabgeordneten in anderen Ländern durch transnationale Listen ermöglicht.

### Forderung nach einem EU-Konvent
Angesichts der rechtlichen Veränderungen der Europäischen Union, die sich durch den Europäischen Stabilitätsmechanismus und den Europäischen Fiskalpakt ergeben haben, fordert der Verein die Einberufung eines neuen EU-Konvents. Ein Konvent ist eine Versammlung von Bürgern und Bürgerinnen sowie von Vertretern aus Politik, Wirtschaft und Zivilgesellschaft. Aufgabe der Versammlung soll es sein, den Bürgern Europas ein direktes Mitspracherecht bei der vertraglichen Gestaltung der EU zu geben. Ziel ist ein demokratisch legitimiertes Europa. Im Jahr 2014 startete die Organisation eine Kampagne namens ‚Democratic Europe Now‘, die ein breites Bündnis von zivilgesellschaftlichen Gruppen ganz Europas ermöglicht. Der Verein stellt mehrere Kriterien zur Gestaltung eines neuen europäischen Konvents auf. So soll maximale demokratische Legitimität gewährleistet werden, indem an dem Konvent nicht nur Vertreter von Mitgliedsländern oder von EU-Institutionen teilnehmen, sondern auch Vertreter der Zivilgesellschaft oder direkt gewählte Repräsentanten aus der europäischen Bürgerschaft. Zudem sollen die Treffen transparent und für die Öffentlichkeit zugänglich sein. Entscheidungen sollten direkt im Plenum getroffen werden, anstatt nur die erarbeiteten Vorschläge dem Präsidium vorzulegen. Außerdem fordert der Verein genügend Zeit für ernsthafte und gründliche Beratungen. Den Arbeitsgruppen muss somit mehr als ein Jahr Zeit gegeben werden um ihre Analysen und Empfehlungen zu vervollständigen. Des Weiteren fordert Democracy International partizipatorische Mechanismen, die es Bürgern und Zivilgesellschaft ermöglichen Beiträge zu leisten und bei den Beratungen mitzuwirken. Im Zuge dessen sollen traditionelle und digitale Plattformen vereinfacht werden. Die Resultate des Konvents sollen letztlich am gleichen Tag in allen Mitgliedsstaaten der EU zur Volksabstimmung stehen.

### Einsatz für mehr Lobby-Transparenz
Democracy International klagt an, dass in der europäischen Union mangelnde Transparenz im Lobbyismus herrscht. Der Verein setzt sich für mehr Transparenz und ein verpflichtendes Lobbyregister ein. Unter anderem startete die Organisation 2014 eine Kampagne, in der sie Vorschläge von Bürgern zur Eindämmung des Lobbyismus in Europa sammelte. Die Ergebnisse dieser Umfrage wurden an Sven Giegold, Mitglied der Grünen-Fraktion im Europaparlament, weitergeleitet. Er ist als Berichterstatter des EU-Parlaments für einen „Report für Transparenz, Integrität und Verantwortlichkeit“ zuständig. Seit die EU-Kommission unter Jean-Claude Juncker steht, gibt es für Lobbyisten die Möglichkeit einer freiwilligen Registrierung.

### Verbindungen zu anderen Organisationen
Democracy International ist nah verbunden mit Mehr Demokratie e. V. Deutschland, Mehr Demokratie Österreich, Meer Democratie in den Niederlanden, Democratie.nu in Belgien, Omnibus für direkte Demokratie und The ECI Campaign.

## Publikationen
Der Verein erstellt regelmäßig Monitorberichte und Positionspapiere. Die Berichte bewerten stattfindende Referenden oder Volksentscheide nach internationalen Standards der direkten Demokratie, wie sie die Venedig-Kommission festgelegt hat.